# Шаар-ха-Амаким
Ша́ар-ха-Амаки́м (ивр. שער העמקים‎, дословно «Ворота долин») — кибуц на севере Израиля, основанный в 1936 году выходцами из Румынии и Югославии, относящийся к региональному совету Звулун в Хайфском административном округе.

## История

### Античность
Первые жилые строения в этом районе датируются, по крайней мере, ещё эллинистическим периодом.

### Эпоха крестоносцев
В 1283 году, во время худны («перемирия») между крестоносцами (базирующимися в Акко) и султана мамлюков Калауна аль-Мансура, это место было заселено, названо Эль-Харафия и описано как часть области крестоносцев.

### Британский мандат
Киббуц «Шаар-ха-Амаким» был основан в 1935 году иммигрантами из Румынии и Югославии. Он получил название из-за близлежащего слияния Изреельской долины и долины Звулун. К 1945 году в нём проживало 360 человек, все население было евреями.

## Население
По данным Центрального статистического бюро Израиля, население на начало 2020 года составляло 738 человек.